# فریزر کمبل
فریزر لی کمبل (انگلیسی: Fraizer Lee Campbell؛ زادهٔ ۱۳ سپتامبر ۱۹۸۷) بازیکن فوتبال اهل انگلستان است.
وی در تاریخ ۲۹ فوریه ۲۰۱۲ تنها بازی ملی خود را در مقابل تیم ملی فوتبال هلند انجام داد.